# Distretto di Ambovombe
Il distretto di Ambovombe-Androy è un distretto del Madagascar situato nella regione di Androy. Ha per capoluogo la città di Ambovombe.
La popolazione del distretto è di 331 327 abitanti (censimento 2011).